# Hejnał Mławy
Hejnał Mławy – melodia skomponowana w 1999 r. przez Mariusza „Mario” Szabana, wygrywana na trąbce, odtwarzana elektronicznie, codziennie o godzinie 12:00 oraz w rocznicę: wybuchu II wojny światowej i bitwy pod Mławą (1 września o godz. 19.00) oraz w początek nowego roku. Podczas uroczystości i świąt wygrywana jest przez trębacza.